# 科斯泰什蒂鄉 (雅西縣)
47°14′N 26°56′E / 47.233°N 26.933°E
科斯泰什蒂鄉（羅馬尼亞語：Comuna Costești, Iași），是羅馬尼亞的鄉份，位於該國東北部，由雅西縣負責管轄，面積19平方公里，海拔高度194米，2007年人口1,916，人口密度每平方公里99人。